# Doctor of Sacred Theology
Il Doctor of Sacred Theology o Dottore in sacra Teologia (abbreviato S.T.D., Sacrae Theologiae Doctor in latino) è il grado finale del percorso di studi teologico del sistema dell'Università Pontificia della Chiesa cattolica.
Il grado si basa sul lavoro del percorso di studi del Bachelor of Sacred Theology (S.T.B.) e del successivo Licentiate of Sacred Theology - Licenziato in Sacra Teologia - (S.T.L.). Normalmente l'S.T.B. è conseguito in tre anni, purché lo studente abbia almeno due anni di studi universitari (undergraduate) di filosofia prima di entrare in un programma S.T.B. (se no l'S.T.B. durerà cinque anni; Sapientia Christiana presuppone che di norma questa è la situazione). L'S.T.L. è normalmente conseguito in ulteriori due anni, e il Dottore in sacra Teologia (S.T.D.) si ottiene dopo la scrittura, la dissertazione e la pubblicazione della tesi di dottorato (ulteriori 2-3 anni). Presso le istituzioni che offrono dottorati sia civili che ecclesiastici, i requisiti dell'S.T.D. di solito — anche se non sempre — sono fatti in modo che coloro che vanno a lezione per ottenere la qualifica possano conseguire un Dottorato in teologia (Th.D.) o un Ph.D. nel percorso di conseguimento dei requisiti dell'S.T.D.
Questo succede per esempio nelle istituzioni nordamericane, il programma di quattro anni per un B.A. (Bachelor of Arts) presso molte università, il programma di due anni per un M.A. (Master of Arts), dopo la scrittura, la dissertazione e la pubblicazione della tesi di dottorato per il Ph.D. o il Th.D. (ulteriori 2-3 anni).
Uno schema del ciclo di studi per la laurea e i requisiti per i gradi ecclesiastici possono trovarsi in Costituzione apostolica - Giovanni Paolo II, Sapientia Christiana.
L'S.T.D., o il Doctor of Canon Law (Dottore in Diritto Canonico) (abbreviato D.C.L. o J.C.D.), costituiscono titolo preferenziale per insegnare teologia o diritto canonico in una facoltà di una università cattolica o per lo svolgimento di alcuni alti incarichi di amministrazione. Inoltre l'S.T.D. è normalmente necessario per un incarico permanente nella facoltà di teologia di una università ecclesiastica o pontificia. Tuttavia questo requisito può essere revocata se un insegnante detiene un S.T.L. (Licentiate of Sacred Theology, un livello immediatamente inferiore). Sapientia Christiania di Papa Giovanni Paolo II specifica che, nel caso in cui il dottorato non sia canonico, "all'insegnante di solito viene richiesto almeno il conseguimento della Licenza canonica.".
Negli Stati Uniti, anche se può avere requisiti di accesso più severi di un Ph.D., dottorato di ricerca in teologia, si tratta di un dottorato di ricerca che è considerato dall' U.S. National Science Foundation come equivalente al Doctor of Philosophy.

## Usi precedenti
Questo grado accademico è stato precedentemente conferito come Sacrae Theologiae Professor (S.T.P.), rendendolo uno dei rari gradi del Professore. Iscrizioni possono essere trovate in molte cattedrali britanniche che utilizzano questa abbreviazione per evidenziare i titolari della laurea di Doctor of Divinity (D.D.); la pratica di indicare questo grado come S.T.P. o S.T.D. ora non si usa più.